# Єфімчук Максим Олександрович
Макси́м Олекса́ндрович Єфімчу́к (нар. 30 січня 1982 — 20 квітня 2015) — старший солдат Збройних сил України.

## Життєвий шлях
Нарожився 1982 року в Майському, де закінчив школу та проживав.
Мобілізований на військову службу за контрактом 6 лютого 2015-го, стрілець—помічник гранатометника, 93-тя окрема механізована бригада.
Загинув в ніч на 21 квітня 2015-го поблизу селища Піски Ясинуватського району внаслідок обстрілу опорного пункту 120-мм мінами з боку російських збройних формувань. Тоді полягли Максим Єфімчук та доброволець батальйону «ОУН» Олег Пугачов, ще один військовик зазнав поранення.
Без сина лишилися батьки Олександр Олександрович та Любов Максимівна.
Похований в селі Майське 10 травня 2015-го.

## Нагороди та вшанування
- Указом Президента України № 553/2015 від 22 вересня 2015 року — орденом «За мужність» III ступеня (посмертно)[1]
- 27 листопада 2015-го у Майському відкрито меморіальну дошку в пам'ять Максима Єфімчука.